# Фестивал (приповетка)
„Фестивал” (енгл. The Festival) је приповетка америчког писца Хауарда Филипса Лавкрафта, написана у октобру 1923. и објављивана у јануару 1925. у часопису Weird Tales.

## Радња
Неименовани приповедач први пут посећује Кингспорт у Масачусетсу, „древни морски градић где је мој народ живео и одржавао празнике у старија времена када је фестивал био забрањен; где су такође наредили својим синовима да одржавају фестивал једном у столећу, како сећање на исконске тајне не би било заборављено.”
Градић у који долази, а који једва показује знаке становништва, изгледа вековима застарео:
... са својим древним ветроказима и торњевима, кровним гредама и димњацима са капама, са пристаништима и мостићима, стаблима врба и гробљима; бескрајним лавиринтима стрмих, уских, вијугавих уличица и вртоглавим средишњим брегом са црквом на врху коју се време не усуђује да такне; непрегледно распоређеним колонијалним кућама нагомиланим и раштрканим под свакојаким угловима и нивоима, попут разбацаних коцкица каквог детета; древност на свим крилима надносила се изнад од зиме побелелих забата и гамбрелских кровова; а прозорчићи изнад улазних врата и малена окна на прозорима једни за другима обасјавали су се светлом у хладном сумраку...
Он проналази кућу својих рођака, а дочекује га неми старац са „млохавим рукама у рукавицама” и „благим лицем” за које сумња да је „ђаволски лукава маска”. Овај мистериозни човек га упућује да сачека поред гомиле старих књига која укључује латински превод Некрономикона, где открива „мисао и легенду сувише одвратне за људски разум или поимање”. У једанаест сати, придружује се „гомили фигура са капуљачама, у огртачима које су се нечујно сливале са сваког улаза”, крећући се ка „врху високог брда у центру града, где се налазила велика бела црква.” Он прати ћутљиву гомилу, „гурнут лактовима који су деловали натприродно мекани, и притиснут грудима и стомацима који су изгледали ненормално кашасти”, у цркву.
Поворка улази у тајни пролаз испод крипте, на крају долазећи до „огромне гљивама обрасле обале обасјане избљуваним стубом болешљивог зеленкастог пламена и запране широком уљастом реком која је текла из понора страшних и неслућених како би се придружила најцрњим заливима прастарог океана.” Тамо се упуштају у „ритуални обред средишта зиме, старији од човечанства, кога ће и надживети”, док је „нешто аморфно чучало далеко од светлости, бучно свирајући на фрули”. Свирање фруле дозива:
хорду питомих, дресираних, хибридних крилатих ствари које ниједно здраво око никада не би могло у потпуности да појми, нити иједан нормалан мозак сасвим да упамти. То нису у потпуности биле ни вране, ни кртице, ни лешинари, ни мрави, ни вампирски шишмиши, ни распаднута људска бића; већ нешто чега не могу и не смем да се сетим. Гегали су се млохаво наовамо, упола на стопалима са пловним кожицама, а упола својим опнастим крилима; и док су стигли до гомиле слављеника, фигуре са капуљачама су их ухватиле и узјахале, и одјахале једна по једна дуж токова те неосветљене реке, у јаме и галерије панике где се изворима отрова напајају страховити и недосежни слапови.
Приповедач се опире да се придружи овој експедицији, чак и када његов водич истакне породичну сличност на његовом лицу налик маски и покаже му сат са породичним грбом за који препознаје да је „сахрањен са мојим пра-пра-пра-пра-дедом 1698. године”. Када је изненадни покушај да се контролише један од јахача „скинуо воштану маску са онога што је требало да буде његова глава”, приповедач се баца у реку.
Он се буди у болници у Кингспорту, где проналази много модернији град, и где му је речено да је спашен из луке Кингспорт након што су му отисци стопала открили да је пао са литице. Узнемирен сазнањем да се налази у близини старог црквеног дворишта Кингспорта, пребачен је у болницу Свете Марије у оближњем Аркаму, где му је дозвољено да прочита копију Некрономикона у којој проналази одломак који га је толико узнемирио у кући његових предака; усуђује се да цитира само један његов пасус:
Најдубље пећине подземља... измерити се не могу очима што гледају; јер страшна су и необична чудеса њихова. Проклето је оно тле где умртвљене мисли наново живе и у телима наказним бораве, а зао је ум што га не држи никаква глава. Мудро прозбори Ибн Шакалик, да срећна она гробница је што чаробњака још не прими, и срећан ли је град у ноћи у коме су чаробњаци сви у пепео претворени. Јер још од давнина гласина колаше да душа ђаволу обећана из загробног трупла не бежи, већ тови и подучава истога онога црва што лешину му изједа; све док из трулежи такве грозни живот не потекне, а бесловесни лешинари из земље накоте се и чудовишно нарасту толико да је кужношћу својом настане. Тунели су крупни ископани тамо где земљане поре требало би да достатне буду, а ствари што би требало да гмижу − научише да ходају.

## Инспирација
Прича је инспирисана Лавкрафтовим првим путовањем у Марблхед у Масачусетсу, у децембру 1922. године. Лавкрафт је касније назвао ову посету „најмоћнијим појединачним емотивним врхунцем који сам доживео током свог скоро четрдесет година свог постојања”.
У трену ме је обузела сва прошлост Нове Енглеске — сва прошлост Старе Енглеске — сва прошлост англосаксонства и западног света — поистоветила ме је са запањујућом тоталитетом свих ствари на начин на који никада раније није и никад више неће. То је била плима мог живота.
На Лавкрафта су такође утицале две књиге које је недавно прочитао:
Наговештавајући туђинску расу, имао сам на уму опстанак неког клана предаријевских чаробњака који су сачували примитивне обреде попут оних у култу вештица – управо сам прочитао Култ вештица у западној Европи Маргарет Мари.
Идеја о остацима из „предаријевских времена” била је основа „Романа о црном печату”, приче у роману Три преваранта Артура Мејчена из 1895. године. Ова прича је такође импресионирала Лавкрафта када ју је прочитао недуго пре него што је написао „Фестивал”; она је утицала на развој неких од његових каснијих прича, укључујући „Зов Ктулуа” (1926), „Данички ужас” (1928) и Шаптача у тами (1930).

## Пријем
Сам Лавкрафт није много ценио причу. Упркос томе, Кларк Ештон Смит је у писму Лавкрафту у октобру 1933. написао: „Упркос твом потцењивању, 'Фестивал' држи своје место у мојим осећањима и поседује маштовитост која га ставља изнад других прича у часопису.” С. Т. Џоши је описао „Фестивал” као причу „од великог интереса” и навео: „Прича се може сматрати виртуелном песмом у прози од три хиљаде речи за континуирану модулацију своје прозе”.

## Повезана дела
Лин Картер, аутор књиге Лавкрафт: Поглед иза Ктулу митова, назива ову приповетку „првом причом из митова која користи Кингспорт прогоњен вештицама као окружење”, а такође јој приписује заслуге за унапређење знања о Некрономикону, рекавши да је ово „прва прича која даје подужи цитат из ове имагинарне књиге и која нам говори нешто о њеној историји (тј. да ју је Оле Ворм превео на латински).” С. Т. Џоши цитира приповетку „Неизрециво”, написану месец дана пре „Фестивала”, као прву причу која користи Аркам као окружење, али да „Фестивал” очигледно има ближе везе са митовима него „Неизрециво”.
Случај Чарлса Декстера Ворда (1927) помиње „излагање безимених обреда у чудном малом рибарском градићу Кингспорт, у провинцији Масачусетс-Беј”, што се очигледно односи на „Фестивал”.
Мотив нељудског идентитета бића покривеног маском Лавкрафт поново користи у Шаптачу у тами, Сновитој потрази за незнаним Кадатом и приповеци „Кроз капије сребрног кључа”.